# 1961 en musique classique
| \| • Retour à la chronologie générale de la musique classique • \| |
| Grèce • Rome • Haut Moyen Âge • VIIIe siècle • IXe siècle • Xe siècle • XIe siècle XIIe siècle • XIIIe siècle • XIVe siècle • XVe siècle • XVIe siècle • XVIIe siècle XVIIIe siècle • XIXe siècle • XXe siècle • XXIe siècle |
| • Retour à la chronologie générale de la musique classique • |

| Années en musique classique : 1958 - 1959 - 1960 - 1961 - 1962 - 1963 - 1964    |
| Décennies en musique classique : 1930 - 1940 - 1950 - 1960 - 1970 - 1980 - 1990 |

## Événements

### Créations
- 20 janvier : Gloria de Francis Poulenc est créé à Boston.
- 10 février : la Symphonie no 7 de Walter Piston, créée par l'Orchestre de Philadelphie sous la direction d'Eugene Ormandy.
- mars : Nekrolog pour orchestre d'Arvo Pärt, créé par l'Orchestre symphonique de la radio de Moscou sous la direction de Roman Matsov.
- 4 avril : la Symphonie no 10 de Darius Milhaud, créée à Portland (Oregon).
- 19 juin : L'Échelle de Jacob, oratorio posthume d’Arnold Schönberg, créé à Vienne.
- 3 juillet : la Symphonie no 5 de Malcolm Arnold, créée par le Hallé Orchestra dirigé par le compositeur.
- 14 août : Première audition à Munich de Thamos, opéra inachevé et inédit de Mozart.
- 3 septembre : Chronochromie d’Olivier Messiaen, créée en France.
- 6 septembre : le Double concerto pour clavecin, piano et deux orchestres de chambre d'Elliott Carter, créé à New York.
- 16 septembre : les Jeux vénitiens de Witold Lutosławski, créés par l'orchestre national philharmonique de Varsovie.
- 1er octobre : la Symphonie no 12 en ré mineur de Chostakovitch, créée par l'Orchestre philharmonique de Leningrad, dirigé par Ievgueni Mravinski.
- 17 décembre : The long christmas dinner, opéra en un acte de Paul Hindemith, créé au Théâtre national de Mannheim sous la direction du compositeur.
- 30 décembre : la Symphonie no 4 en ut mineur de Chostakovitch, créée à Moscou sous la direction de Kirill Kondrachine vingt-cinq ans après sa composition.

#### Date non précisée
- Composition de Huit duos pour violon et cymbalum de György Kurtág.
- Atmosphères de György Ligeti, créé au Festival de Donaueschingen.

### Autres
- 1er janvier : concert du nouvel an de l'orchestre philharmonique de Vienne au Musikverein, dirigé par Willi Boskovsky.
- Lancement par Philips de la cassette audio.

## Prix
- La Symphonie no 7 de Walter Piston reçoit le Prix Pulitzer de musique.

## Naissances

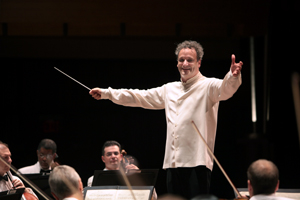
Louis Langrée

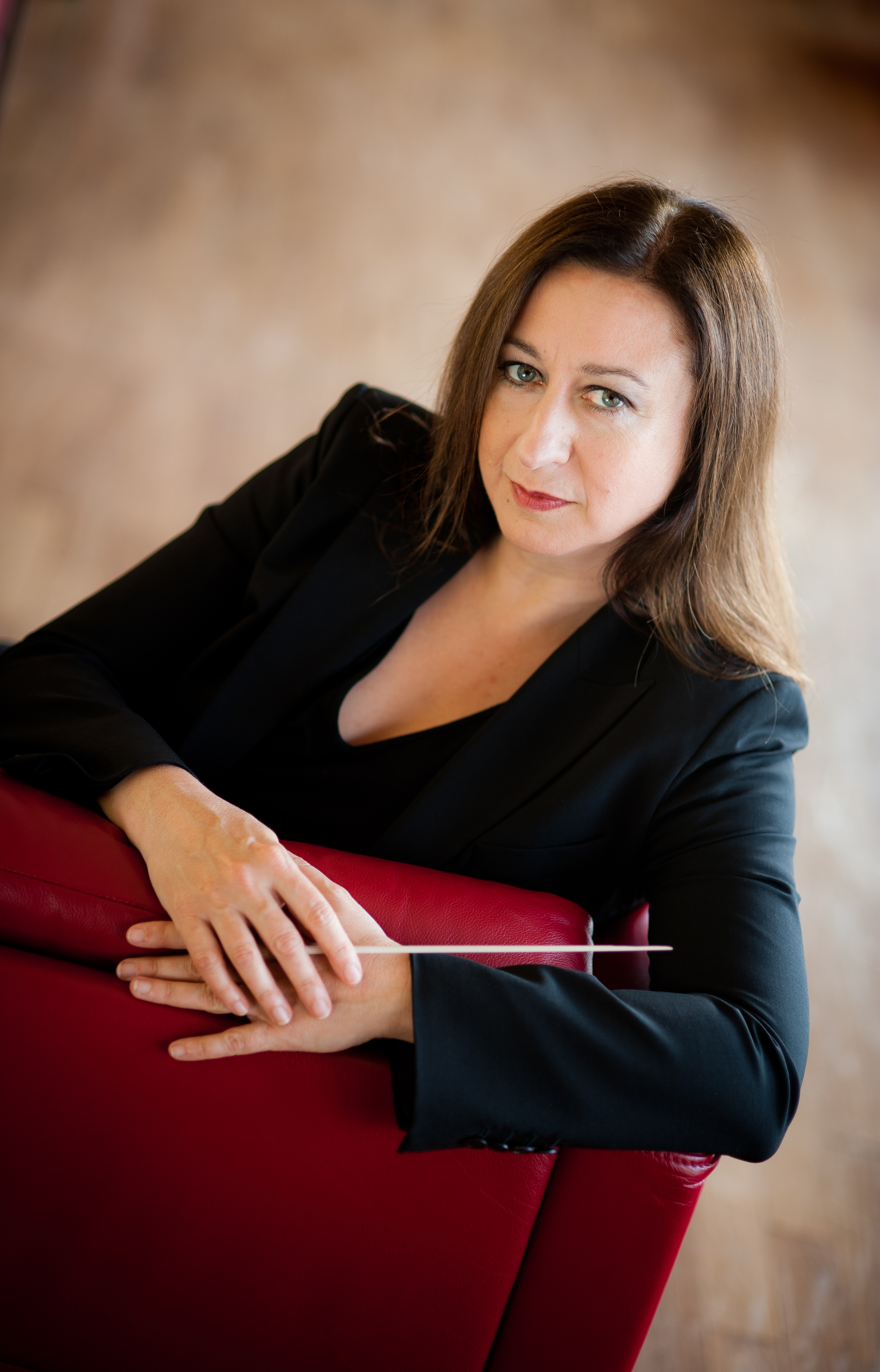
Simone Young

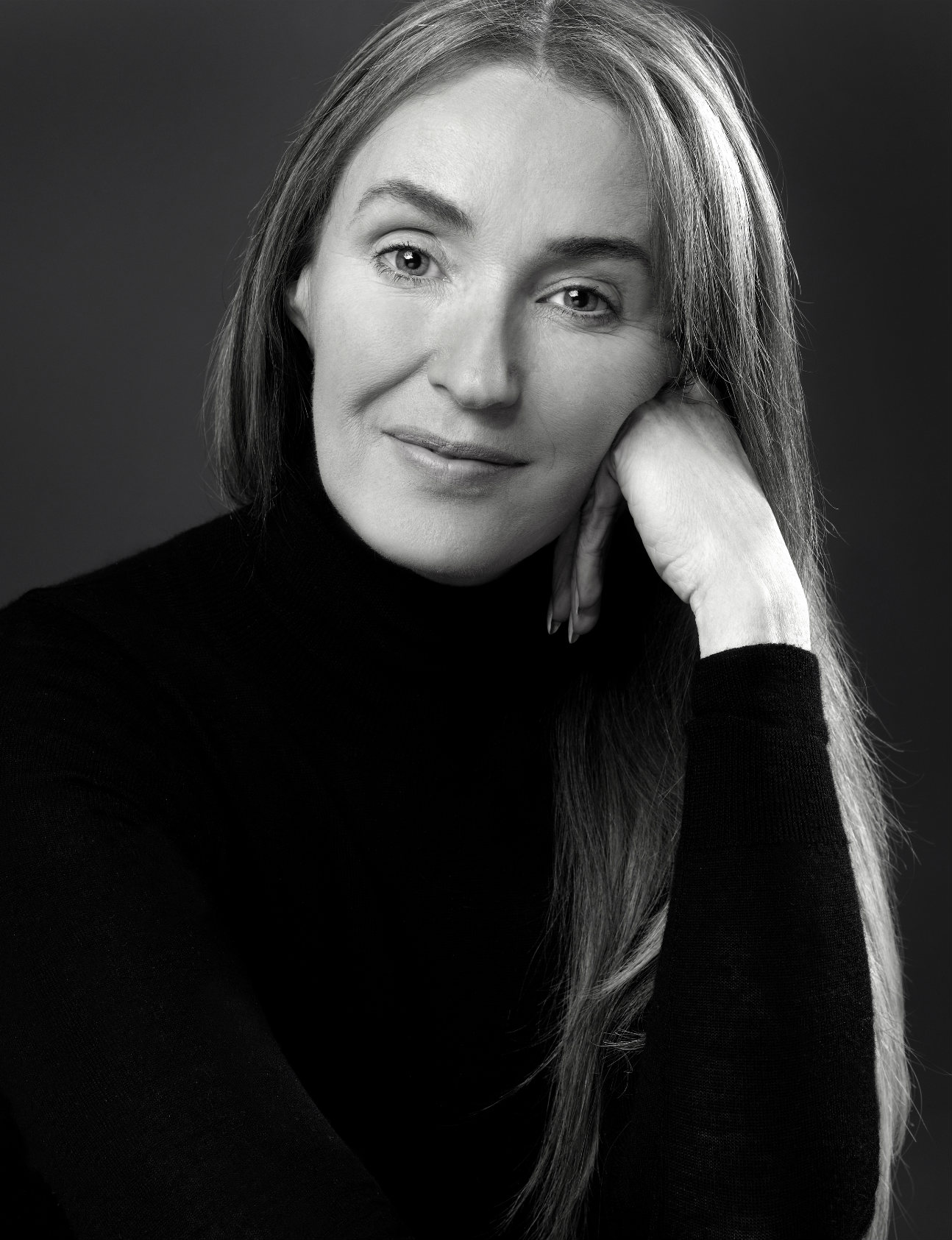
Lisa Gerrard

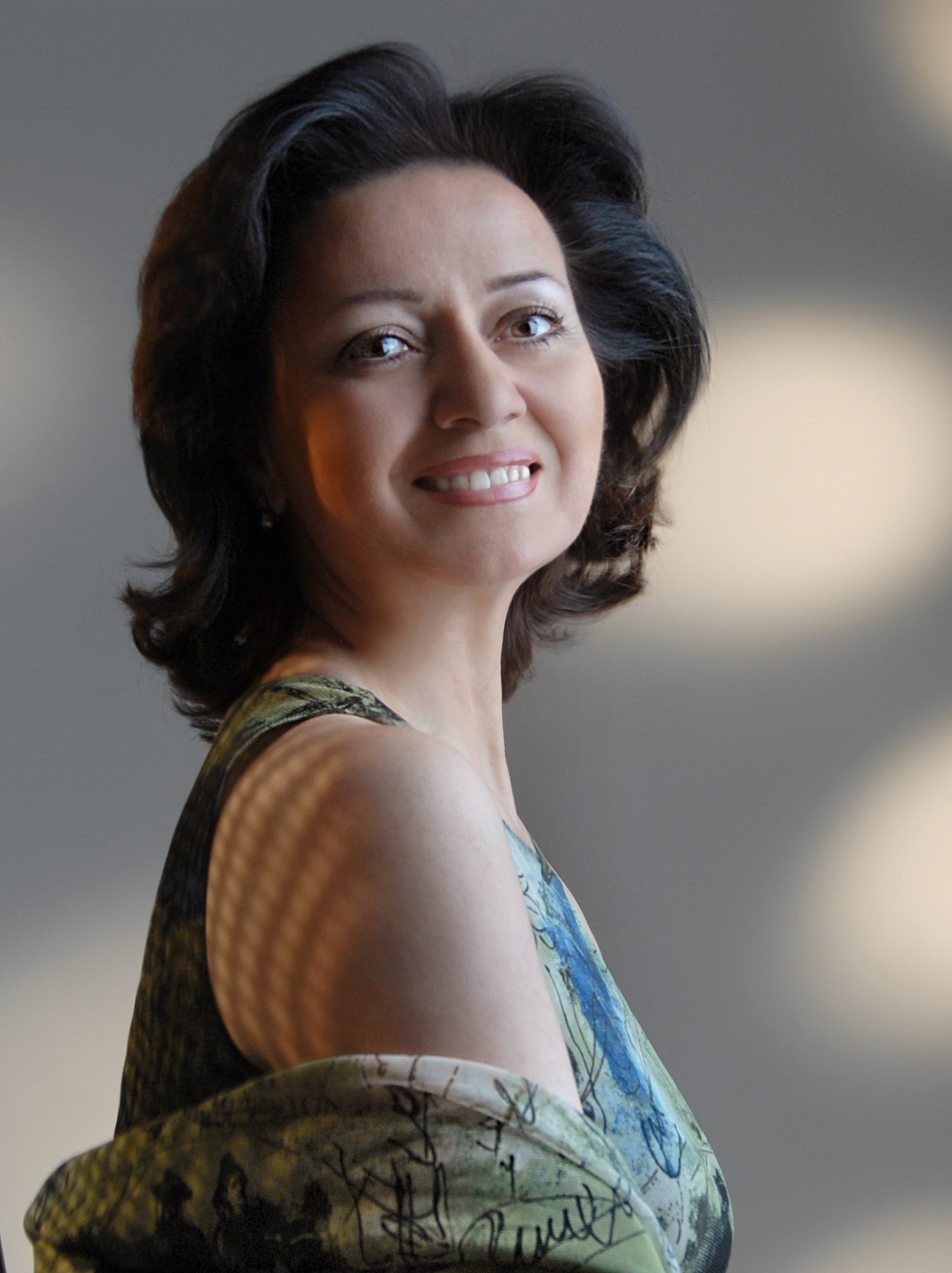
Hasmik Papian

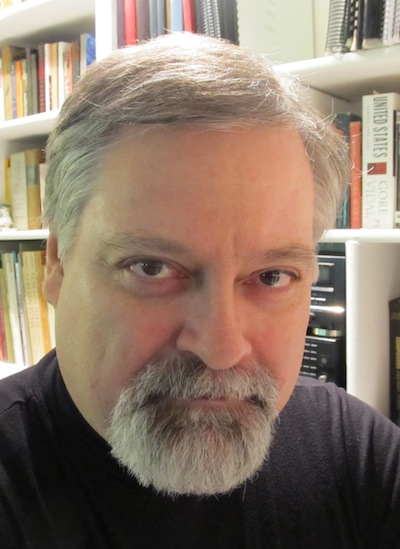
Daron Hagen

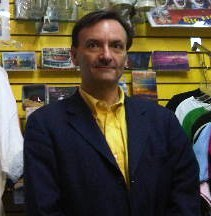
Stephen Hough

- 1er janvier : Sergei Babayan, pianiste arménien naturalisé américain.
- 7 janvier : Miguel da Silva, altiste français.
- 11 janvier : Louis Langrée, chef d'orchestre français.
- 13 janvier : Wayne Marshall, pianiste, organiste et chef d'orchestre britannique.
- 10 février : Marc-André Dalbavie, compositeur français.
- 11 février : Denis Herlin, musicologue français.
- 17 février : Olivier Charlier, violoniste français.
- 19 février : Philippe Auguin, chef d’orchestre français.
- 2 mars :
  - Jean-Loup Charvet, contre-ténor et historien de l'art († 25 mai 1998).
  - Sara Mingardo, contralto italienne.
  - Simone Young, chef d'orchestre australienne.
- 8 mars : Mark Padmore, ténor britannique.
- 9 mars : Isabelle Oehmichen, pianiste française.
- 15 mars : 
  - Fabio Biondi, violoniste et chef d'orchestre italien.
  - François Servenière, compositeur français.
- 31 mars : Jake Heggie, compositeur et pianiste américain.
- 5 avril : Anna Caterina Antonacci, soprano italienne.
- 7 avril : Karen Tanaka, compositrice japonaise.
- 12 avril :
  - Lisa Gerrard, musicienne et chanteuse australienne.
  - Christophe Rousset, claveciniste et chef d'orchestre français.
- 13 avril : Damien Poisblaud, chanteur français, spécialisé dans le chant grégorien.
- 17 avril : Tjako van Schie, pianiste et compositeur néerlandais.
- 18 avril : Franco Cesarini, compositeur et chef d'orchestre suisse.
- 25 avril : Truls Mørk, violoncelliste norvégien.
- 28 avril : Julia Jones, chef d'orchestre anglaise.
- 1er mai : Éric Faury, artiste lyrique et metteur en scène français.
- 5 mai : Éric Humbertclaude organiste, compositeur et musicologue français.
- 13 mai : Yutaka Sado, chef d'orchestre japonais.
- 28 mai : María Bayo, soprano espagnole.
- 4 juin : Gilles Silvestrini, compositeur de musique contemporaine et hautboïste français.
- 5 juillet : Isabelle Poulenard, soprano française.
- 10 juillet : Isabelle et Florence Lafitte, pianistes françaises.
- 11 juillet : Alastair Miles, chanteur lyrique britannique.
- 14 juillet : Unsuk Chin, compositrice sud-coréenne.
- 11 août : Rachel Laurin, organiste et compositrice canadienne († 13 août 2023).
- 12 août : Marko Letonja, chef d'orchestre slovène.
- 13 août : Luc Héry, violoniste français.
- 25 août : Laurent Cabasso, pianiste français.
- 2 septembre : Hasmik Papian, soprano arménienne.
- 5 septembre : Marc-André Hamelin, pianiste et compositeur canadien.
- 7 septembre : Jean-Yves Thibaudet, pianiste français.
- 12 septembre : Ana-Maria Avram, compositrice, pianiste, musicologue, chef d'orchestre roumaine († 1er août 2017).
- 22 septembre : Michael Torke, compositeur américain.
- 24 septembre : Serge Bertocchi, saxophoniste et enseignant français.
- 2 octobre : François Espinasse, organiste français.
- 3 octobre : Ludger Stühlmeyer, organiste et compositeur allemand.
- 18 octobre : Wynton Marsalis, trompettiste et compositeur américain.
- 23 octobre : Brett Dean, compositeur, altiste et chef d'orchestre australien.
- 27 octobre : Håkan Hardenberger, trompettiste suédois.
- 4 novembre : Daron Hagen, compositeur, pianiste, librettiste et chef d'orchestre américain.
- 6 novembre : Daniele Gatti, chef d'orchestre italien.
- 22 novembre : Stephen Hough, pianiste et compositeur britannique.
- 23 novembre :
  - Nicolas Bacri, compositeur français.
  - Thomas Zehetmair, violoniste et chef d'orchestre autrichien.
- 25 novembre : Nuccia Focile, soprano italienne.
- 27 novembre : Angela Denoke, chanteuse d'opéra allemande.
- 28 novembre : Karl-Heinz Steffens, chef d'orchestre et clarinettiste allemand.
- 5 décembre : Juhani Nuorvala, compositeur finlandais.
- 14 décembre : François Boulanger, chef d'orchestre français.
- 17 décembre : Yō Tomita, musicologue japonais.

### Date indéterminée
- Jean-Marc Aymes, claveciniste, organiste et pédagogue français.
- Thierry Blondeau, compositeur français.
- Frédéric Desenclos, organiste français.
- Philippe Hui, chef d'orchestre français.
- Alexandre Kniazev, violoncelliste et organiste russe.
- Suzie LeBlanc, soprano canadienne.
- Rolf Lislevand, luthiste et théorbiste.
- Claron McFadden, soprano américaine.
- François Ménissier, organiste français.
- Denis Pascal, pianiste et pédagogue français.
- Pascal Reber, organiste et compositeur français.
- Hugo Reyne, flûtiste, hautboïste et chef d'orchestre français.
- Pascale Rouet, organiste, professeur d'orgue et concertiste française.
- Balázs Szokolay, pianiste classique hongrois.
- Pierre Thimus, organiste et chef d'orchestre belge.
- Sonia Wieder-Atherton, violoncelliste française.
- Jacques Zoon, flûtiste néerlandais.

## Décès

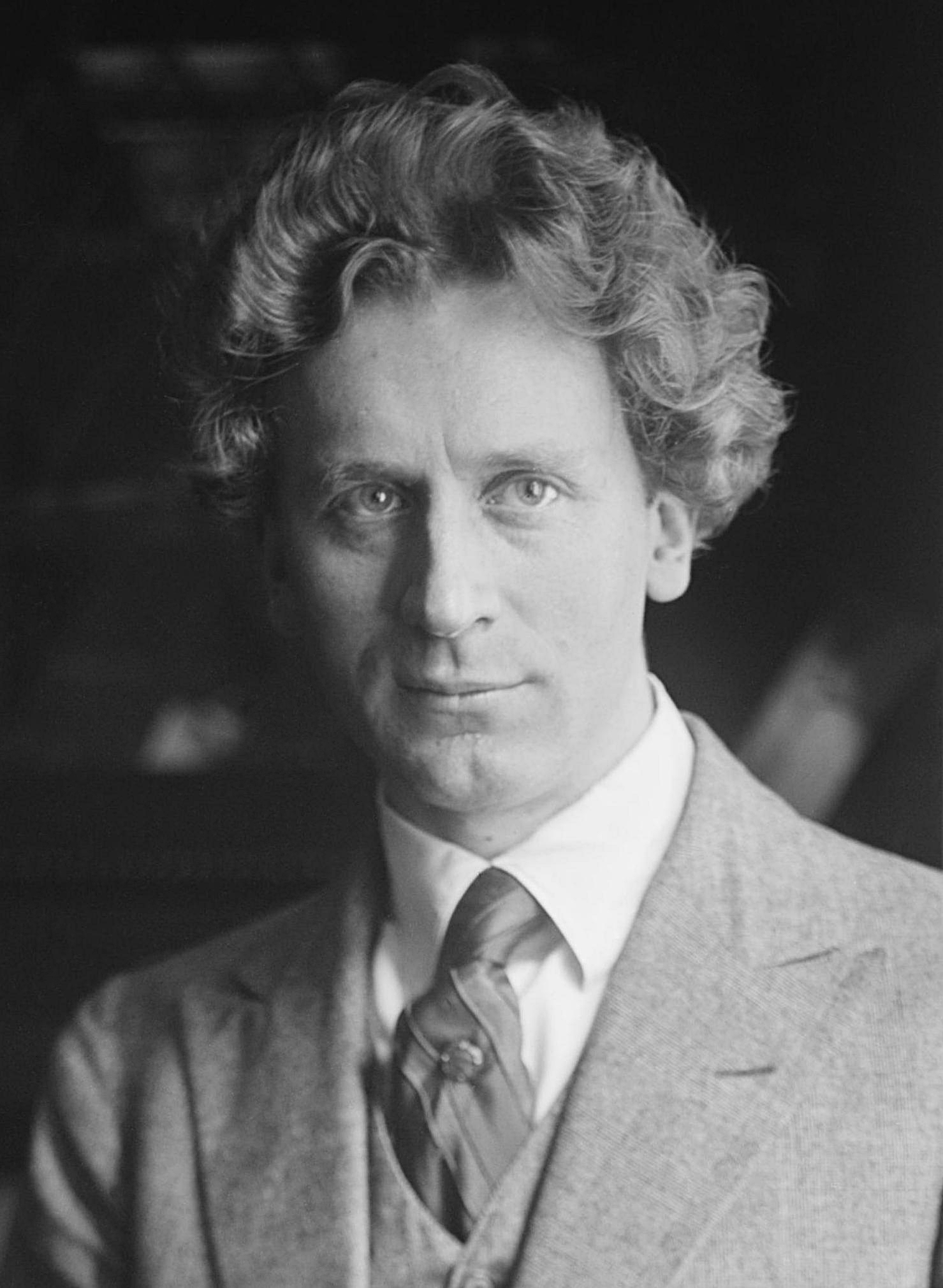
Percy Grainger

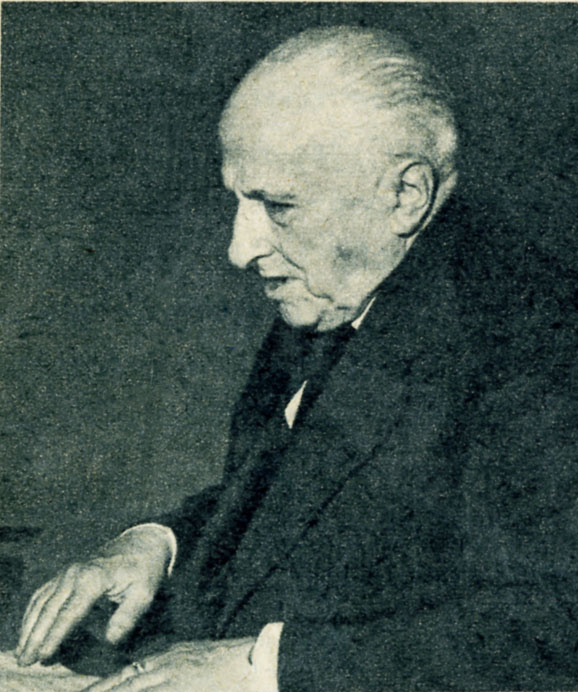
Guido Alberto Fano en 1955

- 11 janvier : Elena Gerhardt, chanteuse mezzo-soprano allemande (° 11 novembre 1883).
- 12 février : Edmond Appia, chef d'orchestre et violoniste suisse] (° 7 mai 1894).
- 20 février : Percy Grainger, pianiste, saxophoniste et compositeur australien (° 8 juillet 1882).
- 3 mars : Paul Wittgenstein, pianiste autrichien (° 5 mai 1885).
- 8 mars : Thomas Beecham, chef d'orchestre britannique (° 29 avril 1879).
- 16 mars : Václav Talich, chef d'orchestre et violoniste tchèque (° 28 mai 1883).
- 24 mars : Walter Wilhelm Goetze, compositeur allemand (° 17 avril 1883).
- 2 avril : Wallingford Riegger, compositeur américain (° 29 avril 1885).
- 7 avril : Jesús Guridi, compositeur, organiste espagnol (° 25 septembre 1886).
- 19 avril : Manuel Quiroga Losada, violoniste et compositeur espagnol (° 15 avril 1892).
- 6 mai : Maggy Breittmayer, violoniste Suisse (° 2 septembre 1888).
- 15 mai : Hélène Jourdan-Morhange, violoniste française (° 30 janvier 1888).
- 17 mai : Henri Gagnon, compositeur, organiste, pianiste et professeur de musique québécois (° 6 mars 1887).
- 29 mai : Uuno Klami, compositeur finlandais (° 20 septembre 1900).
- 31 mai : Eduard Toldrà, chef d'orchestre et compositeur espagnol (° 7 avril 1895).
- 23 juin : Nikolaï Malko, chef d'orchestre russe (° 4 mai 1883).
- 8 juillet : Julián Bautista, compositeur et chef d'orchestre espagnol (° 21 avril 1901).
- 11 août : Johanna Senfter, compositrice allemande (° 27 novembre 1879).
- 14 août : Guido Alberto Fano, compositeur, pianiste, chef d'orchestre et pédagogue italien (° 18 mai 1875).
- 15 août : Katharine Emily Eggar, compositrice et pianiste anglaise (° 5 janvier 1874).
- 16 août : Hugo Hirsch, compositeur allemand (° 12 mars 1884).
- 23 août : Julia Klumpke, violoniste  et compositrice américaine (° 13 août 1870).
- 26 août : Vladimir Sofronitsky, pianiste russe (° 8 mai 1901).
- 3 septembre : Séverin Moisse, pianiste, compositeur et professeur de musique canadien (° 8 juin 1895).
- 19 septembre : Maurice Delage, compositeur français (° 13 novembre 1879).
- 26 septembre : Bul-Bul, chanteur populaire et chanteur d’opéra azerbaïdjanais (° 22 juin 1897).
- 16 octobre : Olga Haselbeck, mezzo-soprano hongroise (° 12 février 1888).
- 19 octobre : John Fernström, compositeur et chef d'orchestre suédois (° 6 décembre 1897).
- 30 octobre : Roger Pénau, compositeur breton (° 30 juin 1886).
- 22 novembre : Ninon Vallin, soprano lyrique française (° 8 septembre 1886).
- 23 novembre : York Bowen, compositeur et pianiste britannique (° 22 février 1884).
- 26 novembre :
  - Alexandre Goldenweiser, pianiste, compositeur et professeur russe et soviétique (° 10 mars 1875).
  - Alexandre Medtner, compositeur russe et soviétique (° 11 juin 1877).
- 5 décembre : Grigory Ginzburg, pianiste soviétique (° 29 mai 1904).
- 24 ou 25 décembre : Guy de Lioncourt, compositeur français (° 1er décembre 1885).
- 30 décembre : Boris Ord, organiste, chef de chœur et compositeur britannique (° 9 juillet 1897).

### Date indéterminée
- Michel Volkonski, aristocrate russe (° 1891).